# 安東秀大郎
安東 秀大郎（あんどう しゅうたろう、1995年8月6日 - ）は、日本の俳優、モデル。セントラルジャパンを経て、2022年1月よりフリーで活動している。

福岡県出身。血液型A型。身長184センチメートル。

## 人物
- 趣味は料理、ゲーム、歌。[4]
- 特技はバスケットボール。[5]
- 好きな食べ物はラーメン。

## 出演

### 舞台
- ミュージカル『テニスの王子様』3rdシーズン - 四天宝寺:小石川健二郎 役[6]
  - 青学vs四天宝寺（2018年12月20日 - 2019年2月17日、日本青年館ホール 他）[7]
  - TEAM Party SHITENHOJI（2019年5月23日 - 6月1日、日本青年館ホール 他）[8]
  - 青学vs立海 前編（2019年7月11日 - 9月29日、TOKYO DOME CITY HALL 他）[9]
  - 秋の大運動会2019 （2019年10月8日 - 9日、横浜アリーナ）[10]
  - Thank-you Festival 2020（2020年3月1日、カルッツかわさき ホール)[11]
  - Dream Live 2020（2020年5月22日 - 24日、大阪城ホール 5月29日 - 5月31日、ぴあアリーナMM）[12]⇒新型コロナウィルスの為全公演中止
- 舞台「OZMAFIA!! sink into oblivion」（2019年10月23日 - 27日、こくみん共済 coop ホール／スペース・ゼロ） - シーザー 役[13]
- ゲーム連動型舞台『SHINOBI NOW!!』（2020年1月29日 - 2月2日、IMAホール） - 真田義幸 役[14]
- 青春歌闘劇「バトリズムステージVOID」（2020年8月12日 - 16日、あうるすぽっと） - ツヨシ 役[15]
- 爆走おとな小学生「初等教育ロイヤル」（2020年12月25日 - 27日、COOL JAPAN PARK OSAKA TTホール / 2021年1月7日、シアター1010） - 池田くん 役[16]
- 舞台「御子柴兄弟」（2021年6月16日 - 20日、萬劇場） - 御子柴六哉 役[17]
- UZR 第五回本公演「この夏から一番遠い群青（あお）を探して」（2021年8月28日 - 9月6日、劇場MOMO）[18]
- UZR まったり会 二年越しのクリスマス会&忘年会スペシャル（2021年12月26日、アース・シー・スカイスタジオ）[19]
- 舞台『新春歌闘劇 バトリズムステージ The LIVE』（2022年1月2日・3日、ヒューリックホール東京）[20]
- Uzume 第12回公演『あの春は、いつまでも青い』-永南高校バスケットボール部-（2024年9月29日 - 10月6日、彩の国さいたま芸術劇場 小ホール）[21]

### イベント
- ACTORS☆LEAGUE in Basketball 2022 （2022年10月11日、東京体育館） - 安東秀大郎 SPARK SEEDS 21番[22]
- ACTORS☆LEAGUE in Basketball 2023 （2023年10月11日、東京体育館） - 安東秀大郎 SPARK SEEDS 21番[23]
- ACTORS☆LEAGUE in Basketball 2024 （2024年09月03日、東京体育館） - 安東秀大郎 SPARK SEEDS 21番[24]

### CM
- 楽天生命保険[25]
- キッコーマン[26]
- しまむら 浴衣[27]

### スチール
- マイナビ[28]
- コナミスポーツ[29]